# Рядовка червонувата
Рядовка червонувата (Tricholoma orirubens Quél.) — їстівний гриб з родини трихоломових — Tricholomataceae. Місцева назва — голубінка червонувата.

## Будова
Шапка 5-8(10) см у діаметрі, товстом'ясиста, часто асиметрична, опукло- або плоскорозпростерта, з опущеним краєм, сіра, у центрі темніша, чорно-повстистолуската. Пластинки білі, з віком до краю рожевуваті або червонуваті, рідкі, широкі. Спори 4-6,5 Х 3-4,2; 4-5 Х 4 мкм. Ніжка 5-8 Х 1,2-3,5 см, донизу звичайно потовщена, біла, часто темно-дрібнолуската, біля основи зеленувата або синювата. М'якуш білуватий, щільний, з приємним запахом борошна, при розрізуванні на повітрі рожевів або червонів.

## Поширення та середовище існування
В Україні поширена на Поліссі, у Прикарпатті, в Лісостепу. Росте у листяних, рідше хвойних лісах; у серпні — вересні.

## Практичне використання
Добрий їстівний гриб. Використовують свіжим.